# Diori-Yagha
Pour les articles homonymes, voir Diori.
Diori-Yagha est une commune située dans le département de Solhan, dans la province du Yagha, région du Sahel, au Burkina Faso.